# Prowincja Ilo
Prowincja Ilo (hiszp. Provincia de Ilo) – jedna z trzech prowincji, które tworzą region Moquegua w Peru.
Prowincja powstała w 1970 zgodnie z ustawą nr 18298, za rządów Juana Velasco Alvarado. Z punktu widzenia Kościoła katolickiego jest częścią diecezji Tacna i Moquegua, które z kolei należy do archidiecezji Arequipa.

## Podział administracyjny
Prowincja Ilo dzieli się na 3 dystrykty:
- Ilo
- El Algarrobal
- Pacocha